# Violetta Oblinger-Peters
Violetta Oblinger-Peters (Schwerte, RFA, 14 de octubre de 1977) es una deportista austríaca que compitió en piragüismo en la modalidad de eslalon. Es hija del piragüista Wolfgang Peters y está casada con el también piragüista Helmut Oblinger.
Participó en tres Juegos Olímpicos de Verano, entre los años 2000 y 2008, obteniendo una medalla de bronce en Pekín 2008, en la prueba de K1 individual.
Ganó dos medallas de bronce en el Campeonato Mundial de Piragüismo en Eslalon, en los años 2005 y 2010, y tres medallas en el Campeonato Europeo de Piragüismo en Eslalon, entre los años 2005 y 2011.

## Palmarés internacional
| Juegos Olímpicos   | Juegos Olímpicos               | Juegos Olímpicos  | Juegos Olímpicos |
| Año                | Lugar                          | Medalla           | Competición      |
| ------------------ | ------------------------------ | ----------------- | ---------------- |
| 2008               | Pekín (China)                  | Medalla de bronce | K1 individual    |
| Campeonato Mundial |                                |                   |                  |
| Año                | Lugar                          | Medalla           | Competición      |
| 2005               | Penrith (Australia)            | Medalla de bronce | K1 por equipos   |
| 2010               | Liubliana (Eslovenia)          | Medalla de bronce | K1 individual    |
| Campeonato Europeo |                                |                   |                  |
| Año                | Lugar                          | Medalla           | Competición      |
| 2005               | Tacen (Eslovenia)              | Medalla de bronce | K1 por equipos   |
| 2007               | Liptovský Mikuláš (Eslovaquia) | Medalla de oro    | K1 individual    |
| 2011               | Seo de Urgel (España)          | Medalla de plata  | K1 por equipos   |